# Hrabstwo Nicholas (Wirginia Zachodnia)
Hrabstwo Nicholas (ang. Nicholas County) – hrabstwo w stanie Wirginia Zachodnia w Stanach Zjednoczonych. Obszar całkowity hrabstwa obejmuje powierzchnię 654,40 mil² (1694,89 km²). Według szacunków United States Census Bureau w roku 2010 miało 26 233 mieszkańców.
Hrabstwo powstało w 1818 roku. 

## Miasta
- Richwood
- Summersville[4]

## CDP

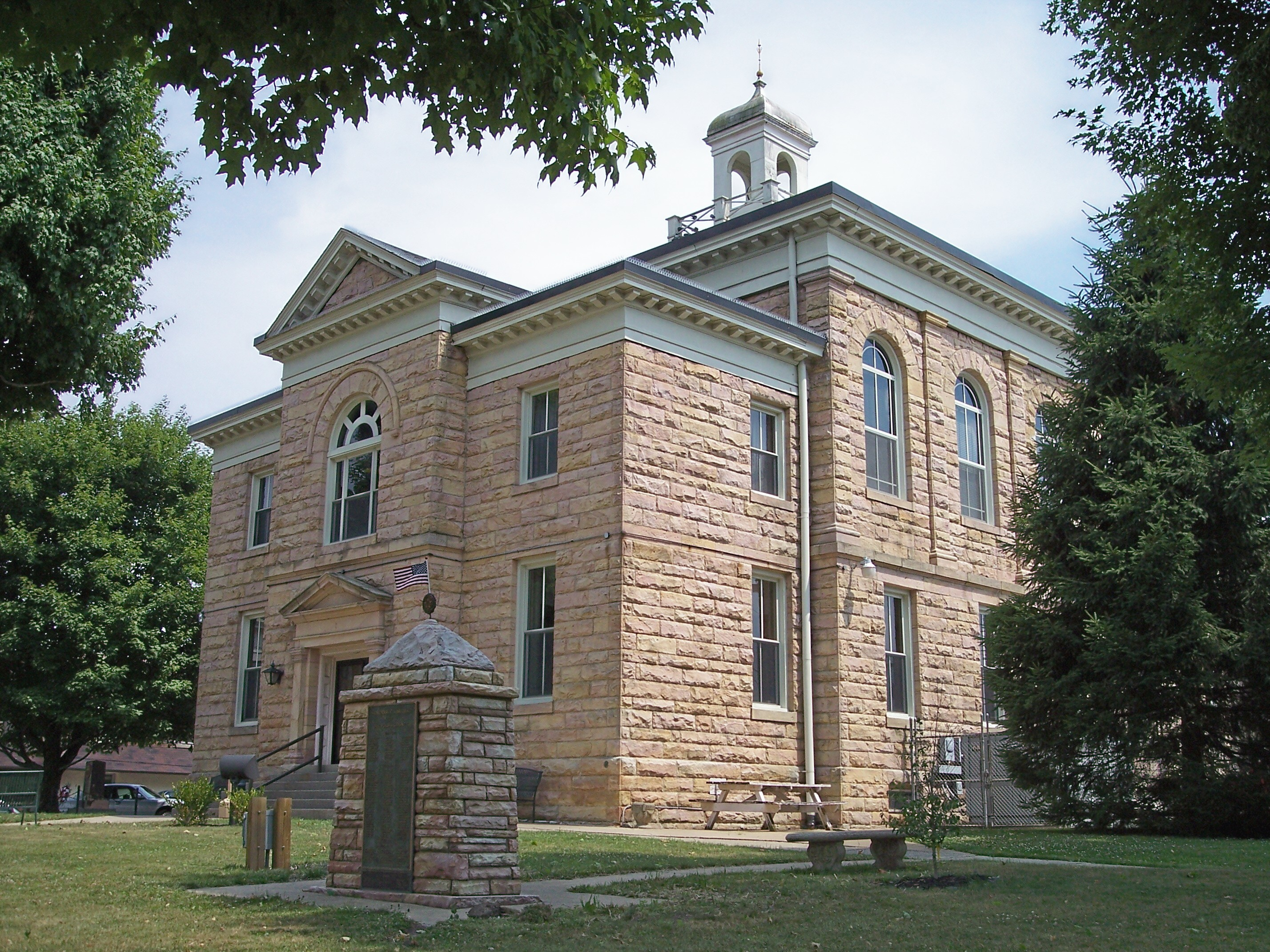
Budynek administracji (courthouse) w Summersville

- Belva
- Birch River
- Craigsville
- Dixie
- Fenwick
- Nettie
- Tioga[4]

| Populacja hrabstwa w poprzednich latach | Populacja hrabstwa w poprzednich latach |
| Rok                                     | Liczba ludności                         |
| --------------------------------------- | --------------------------------------- |
| 1980                                    | 28 071                                  |
| 1990                                    | 26 775                                  |
| 2000                                    | 26 562                                  |
| 2010                                    | 26 233                                  |